# NGC 4120
NGC 4120 est une galaxie spirale située dans la constellation du Dragon. NGC 4120 a été découverte par l'astronome germano-britannique William Herschel en 1793.

## Caractéristiques
La classe de luminosité de NGC 4120 est III-IV et elle présente une large raie HI.

### Distance
Sa vitesse par rapport au fond diffus cosmologique est de 2 329 ± 8 km/s, ce qui correspond à une distance de Hubble de 34,4 ± 2,4 Mpc (∼112 millions d'al).
À ce jour, quatre mesures non basées sur le décalage vers le rouge (redshift) donnent une distance de 28,800 ± 2,846 Mpc (∼93,9 millions d'al), ce qui est légèrement à l'extérieur des valeurs de la distance de Hubble. Notons cependant que c'est avec la valeur moyenne des mesures indépendantes, lorsqu'elles existent, que la base de données NASA/IPAC calcule le diamètre d'une galaxie et qu'en conséquence le diamètre de NGC 4120 pourrait être d'environ 18,2 kpc (∼59 400 al) si on utilisait la distance de Hubble pour le calculer.

## Groupe de NGC 4128
La galaxie NGC 4120 fait partie d'un trio de galaxie, le groupe de NGC 4128. Les deux autres galaxies du trio sont NGC 4034 et NGC 4128.
Ce même trio est aussi mentionné dans un article publié par Abraham Mahtessian en 1998.